# 피에트로 파올로 비르디스
안토니오 피에트로 파올로 비르디스(이탈리아어: Antonio Pietro Paolo Virdis, 1957년 6월 26일, 사르데냐 주 사사리 ~)는 이탈리아의 전 축구 감독이자 선수로, 현역 선수 시절 공격수로 활약했다. 현역 시절, 그는 누오레세를 거쳐 세리에 A의 칼리아리, 유벤투스, 우디네세 칼초, 그리고 밀란 소속이었다. 그는 레체에서 은퇴했다. 골냄새를 잘 맡는 것으로 알려진 그는 유벤투스 소속으로 리그를 2번, 코파 이탈리아를 1번 우승했다. 1987년에는 밀란 소속으로 그는 세리에 A 득점왕에 등극했고, 1988년에는 리그와 수페르코파 이탈리아나를 동시 석권했으며, 1989년 유러피언컵 우승에도 힘을 보탰다. 국가대표팀 일원으로, 그는 이탈리아를 대표로 1988년 하계 올림픽에 참가하기도 했고, 소속 국가의 4강행에 이바지했다.

## 클럽 경력
사르데냐의 사사리 출신인 비르디스는 고향 사르데냐의 세리에 D 아마추어 구단 누오레세에서 1973년에 축구를 시작해 1년차에 16세의 나이로 11골을 기록했다. 그는 이후 칼리아리로 이적해 1974년 10월 6일에 비첸차와의 리그 경기에서 세리에 A 신고식을 치렀다.
1977년, 그는 유벤투스로 이적해 1982년까지 1980-81 시즌에 칼리아리에 복귀한 것을 제외하고 활약했다. 1군 지위를 확보하는데 실패한 후, 1982년에 유벤투스에서 우디네세로 이적했다. 1984년, 그는 이후 밀란으로 이적해 전성기를 보냈다. 그는 1-2로 패한 파르마와의 1984년 8월 22일 원정 경기에서 밀란 세리에 A 첫 경기를 치렀고, 적흑 군단(rossoneri)의 일원으로 5년을 보내며 1986-87 시즌에 17골로 세리에 A 득점왕에도 올랐다. 그는 1987-88 시즌에 세리에 A를 우승하고 같은 해 수페르코파 이탈리아나도 우승했고, 이듬해에는 유러피언컵도 품었다. 도합하여, 그는 밀란 소속으로 186경기에 출전해 76골을 득점했는데, 이 중 세리에 A에서는 135번의 경기에서 53골을 폭격했다. 1989년, 32세가 된 비르디스는 밀란을 떠나 레체로 둥지를 옮겨 2년을 프로 선수로 더 활약하다가 1991년에 현역에서 은퇴했다.

## 국가대표팀 경력
성인 국가대표팀 출장 기록이 없지만, 이탈리아의 올림픽 대표팀 일원으로 1988년 서울 올림픽 본선에 참가했다. 그는 본선에서 6경기에 출전해 3골을 기록해 이탈리아의 준결승행에 일조했지만, 서독과의 동메달 결정전에서 0-2로 패하면서 메달 없이 귀국했다. 그에 앞서, 그는 1982년 U-21 유럽 선수권 대회에 이탈리아 U-21 국가대표팀 일원으로 참가했다.

## 감독 경력
현역 은퇴 후, 비르디스는 감독으로 일을 시작했다. 1998년 11월, 그는 세리에 C1의 아틀레티코 카타니아 지휘봉을 잡으며 처음으로 감독일을 맡았으나, 1999년 4월 말에 해임되었다.
그는 2001년 3월에 세리에 C1의 비테르베세의 제의를 수락하면서 다시 감독으로 복귀했다. 그러나, 그의 임기는 2달 정도밖에 유지되지 못했는데, 그는 같은 해 5월에 해임되었다. 2002년 4월, 그는 노체리나의 제의를 받아들여 구단의 시즌 말 몇 경기를 지휘했다.
그는 축구계를 떠나 밀라노에 식당 겸 포도주점을 열었다. 그러나, 2008년 7월에 들어 다시 감독일로 복귀할 의사를 밝혔다.

## 경력 통계
| 구단      | 시즌      | 리그      | 리그 | 리그 |
| 구단      | 시즌      | 리그명    | 출장 | 골   |
| --------- | --------- | --------- | ---- | ---- |
| 누오레세  | 1973–74   | 세리에 D  | 25   | 11   |
| 칼리아리  | 1974–75   | 세리에 A  | 19   | 0    |
| 칼리아리  | 1975–76   | 세리에 A  | 23   | 6    |
| 칼리아리  | 1976–77   | 세리에 B  | 33   | 18   |
| 칼리아리  | 합계      | 합계      | 75   | 24   |
| 유벤투스  | 1977–78   | 세리에 A  | 10   | 1    |
| 유벤투스  | 1978–79   | 세리에 A  | 23   | 6    |
| 유벤투스  | 1979–80   | 세리에 A  | 12   | 1    |
| 유벤투스  | 합계      | 합계      | 45   | 8    |
| 칼리아리  | 1980–81   | 세리에 A  | 22   | 5    |
| 유벤투스  | 1981–82   | 세리에 A  | 30   | 9    |
| 우디네세  | 1982–83   | 세리에 A  | 16   | 2    |
| 우디네세  | 1983–84   | 세리에 A  | 29   | 10   |
| 우디네세  | 합계      | 합계      | 45   | 12   |
| 밀란      | 1984–85   | 세리에 A  | 28   | 9    |
| 밀란      | 1985–86   | 세리에 A  | 28   | 6    |
| 밀란      | 1986–87   | 세리에 A  | 28   | 17   |
| 밀란      | 1987–88   | 세리에 A  | 25   | 11   |
| 밀란      | 1988–89   | 세리에 A  | 26   | 10   |
| 밀란      | 합계      | 합계      | 135  | 53   |
| 레체      | 1989–90   | 세리에 A  | 25   | 4    |
| 레체      | 1990–91   | 세리에 A  | 21   | 4    |
| 레체      | 합계      | 합계      | 46   | 8    |
| 경력 합계 | 경력 합계 | 경력 합계 | 423  | 130  |

## 수상
유벤투스
- 세리에 A: 1977–78, 1981–82
- 코파 이탈리아: 1978–79

밀란
- 세리에 A: 1987–88
- 수페르코파 이탈리아나: 1988
- 유러피언컵: 1988–89

개인
- 세리에 A 득점왕: 1986–87[10]
- 밀란 명예의 전당[2]